# Zwei-Reiche-Lehre
Als Zwei-Reiche-Lehre wird eine lutherisch geprägte theologische Gesellschaftstheorie bezeichnet. Ausgangspunkt war Luthers Schrift „Von weltlicher Obrigkeit …“ in der er das Reich Gottes vom Reich der Welt unterscheidet. Ein Christ lebt in beiden Reichen gleichzeitig, denn er lebt nach den Prinzipien Christi und den staatlichen Gesetzen.
Dieser später als Zwei-Reiche-Lehre bezeichnete Ausgangspunkt war seit den 1950er Jahren schwerpunktmäßig in Deutschland Gegenstand innerkirchlicher Kontroversen. Als Gegenmodell gilt das Konzept der Königsherrschaft Christi, welches aus der Tradition des reformierten Protestantismus stammt, von Karl Barth vertreten wurde, in die Barmer Theologische Erklärung Eingang fand (These 2) und dadurch eine weite Rezeption auch innerhalb des Luthertums erfuhr. Beide Modelle bieten eine Positionsbestimmung der Kirche in der modernen Gesellschaft. Die Leuenberger Konkordie (1973) bezeichnete die Zwei-Reiche-Lehre einerseits, die Lehre von der Königsherrschaft Christi andererseits als konfessionelle Differenz, die noch zu klären sei. Die EKD-Denkschrift Evangelische Kirche und freiheitliche Demokratie (1985) formulierte einen Konsens.
Martin Luther selbst gebrauchte die Formulierung „Zwei-Reiche-Lehre“ nicht, sie wurde erst im 20. Jahrhundert für Luthers politische Ethik üblich. Da Luther politische Begriffe nicht eindeutig definierte, war in der Forschung lange Zeit strittig, wie weit der Dualismus der „Reiche“ auch die „Regimente“, also die tatsächlichen Machtfaktoren auf Erden, betrifft und mitbestimmt. So haben verschiedene Theologen bei Luther eine „Zwei-Regimente-Lehre“ alternativ oder zusätzlich zu den beiden „Reichen“ postuliert.

## Begriffsklärung: „Zwei-Reiche-Lehre“ – „Zwei-Regimenten-Lehre“
Nach Martin Honecker handelt es sich bei dem Terminus „Zwei-Reiche-Lehre“ um eine Begriffsprägung Karl Barths, die dieser 1922 in polemischer Auseinandersetzung mit lutherischen Sozialethikern wie Paul Althaus gefunden habe. Aber noch 1932 sprach Ernst Wolf von einer lutherischen „Zweisphären-Theorie“, während Harald Diem im Titel seiner 1938 während des Kirchenkampfs erschienenen Dissertation (Luthers Lehre von den Zwei Reichen, untersucht von seinem Verständnis der Bergpredigt aus. Ein Beitrag zum Problem Gesetz und Evangelium) die selbstverständliche Bekanntheit des Begriffs Zwei-Reiche-Lehre voraussetzt. Der Begriff blieb allerdings in der NS-Zeit eher ungebräuchlich und wurde unterschiedlich verwendet: Emanuel Hirsch, der ihn häufiger gebrauchte, lehnte eine Eigengesetzlichkeit von NS-Staat und Kirche dezidiert ab und strebte ein neoidealistisch konzipiertes Volkskirchentum an, in dem Religion und Politik eng verschränkt sein sollten.
Nach 1945 dagegen wurde im Gefolge von Johannes Heckel bevorzugt von der „Zwei-Regimenten-Lehre“ gesprochen. Damit griff man auf die wohl erste Veröffentlichung zum Thema zurück: Einar Billings schwedische Monografie Luthers lära om staten (1900), der die Formulierung „Lehre von den zwei Regimenten“ (lära om de två regementerna) gebraucht.
Eigentlich muss von einer „Zwei-Reiche-und-Regimenten-Lehre“ gesprochen werden. Gott wirkt in der Welt in zwei unterschiedlichen Regierweisen (= „Regimenten“), als Folge davon gibt es zwei unterschiedliche, gleichursprüngliche und miteinander verbundene Sphären (= „Reiche“), in denen sich die Christen vorfinden.

## Situationsbezogenheit der Aussagen Luthers
Luther hat selbst nie von einer „Zwei-Reiche-Lehre“ oder Ähnlichem gesprochen und keine systematische Religions- bzw. Kirchen- und Staatstheorie entworfen. Seine Schriften reagierten immer auf aktuelle Probleme, die er als Reformator vom biblischen Wort Gottes her zu lösen versuchte. Zentral sind hier vor allem die Schriften Von weltlicher Obrigkeit, wie weit man ihr Gehorsam schuldig sei (1523), zu den Bauernaufständen mit Wider die Mordischen und Reubischen Rotten der Bawren (1525), Ob Kriegsleute auch in seligem Stande sein können (1526) und seine Predigten zur Bergpredigt (1530–1532). Ob sich daraus ein System ableiten lässt, ist fraglich. Die aus Luthers Schriften abgeleiteten Systeme des 20. Jahrhunderts, die von systematischen Theologen entwickelt wurden, variieren deshalb und akzentuieren Luthers Aussagen verschieden.

## Luthers Schrift „Von weltlicher Obrigkeit …“
Grundlegend für Luthers Zwei-Reiche-Lehre ist die 1523 erschienene Schrift Von weltlicher Obrigkeit, wie weit man ihr Gehorsam schuldig sei. Sie ist von ihrem Anlass her zu interpretieren: Herzog Georg von Sachsen hatte die Verbreitung von Luthers Übersetzung des Neuen Testaments in seinem Territorium verboten. Luther fragt, ob ein Bibelverbot zu den Kompetenzen eines Fürsten gehören kann. Die Antwort ist nein, denn dies wäre die Anmaßung quasi-religiöser Befugnisse durch eine weltliche Obrigkeit. Die Untertanen haben im konkreten Fall Recht und Pflicht zu passivem Widerstand, müssen aber Strafe und Verfolgung akzeptieren – keineswegs dürfen sie zur Selbsthilfe greifen und gewaltsam Widerstand leisten.
In „Von weltlicher Obrigkeit …“ unterscheidet Luther zu Beginn das Reich Gottes vom Reich der Welt. Er ordnet beiden Reichen bestimmte Menschengruppen zu: Im Reich Gottes leben nur die rechtgläubigen Christen, im Reich der Welt alle übrigen Menschen. Demnach lebt ein Christ in beiden Reichen gleichzeitig; denn er lebt nach den Prinzipien Christi und in einem Staat nach dessen Gesetzen.
Zu diesen beiden Reichen treten nun die beiden Regimente Gottes, mit denen Gott allerdings nur das Reich der Welt regiert. Das Reich Gottes existiert unabhängig von den Regimenten: Luther unterscheidet das geistliche Regiment, welches „fromm macht“, das heißt den Glauben durch das Predigtamt der Kirche in Wort und Sakrament „durch den heiligen Geist und unter Christus“ weckt, vom weltlichen Regiment, das durch das Schwertamt der Obrigkeit dem Bösen, den Unchristen, das heißt zum Schutz der Frommen, und dem Krieg wehrt, das heißt Frieden schafft. Die Unterscheidungen von zwei Reichen und zwei Regimenten dürfen nicht vermischt werden. Der Mensch findet sich nun entweder im Reich Gottes durch die Rechtfertigung allein aus Glauben vor, in dem es keine Regimente braucht, weil aus dem Glauben automatisch die guten Werke fließen, oder aber im Reich der Welt, des Unglaubens, indem er durch das Predigt- und Schwertamt konfrontiert und regiert wird. Christen unterwerfen sich aber aus Nächstenliebe der Obrigkeit bzw. dem weltlichen Regiment, obwohl sie es eigentlich nicht nötig hätten. So ergibt sich für die Christen das Problem, inwieweit sie berechtigt sind, sich politisch in Staat/Welt zu betätigen. Luther sagt dazu, dass im Reich Gottes die Bergpredigt und das Liebesgebot gelten und die Menschen einander nicht richten sollen (These). Andererseits sind die Christen aber gerade im Reich der Welt, dem sie freilich nicht als Bürger angehören, aufgefordert, das Schwert zu führen. Denn das Böse und das Unrecht müssen gestraft werden (Antithese):
Konkret, „mit dem einen [d. i. im Reich Gottes] siehst du auf dich und das Deine, mit dem andern [d.i. das Reich der Welt] auf den Nächsten und auf das Seine. An dir und an dem Deinen hältst du dich nach dem Evangelium und leidest Unrecht für deinen Nächsten. An dem andern und an dem Seinen hältst du dich nach der Liebe und leidest kein Unrecht für deinen Nächsten – was das Evangelium nicht verbietet, ja vielmehr an anderer Stelle gebietet.“
Nun besteht die Synthese also darin, dass Christen für sich freiwillig Unrecht unter der Obrigkeit erleiden, aber für die/den andere/n Unrecht verhindern. Das trifft besonders für das gewaltlose passive Widerstandsrecht gegen einen ungerechten Fürsten zu: An dieser Stelle gilt als verbindliche Verhaltensregel: „Man muss Gott mehr gehorchen als den Menschen.“ (Apg 5,29)
Das weltliche Regiment, die Obrigkeit, hat allerdings nur Gewalt und Macht über den äußeren Menschen, das heißt seinen Leib, aber nicht über den inneren Menschen, das heißt seine Seele bzw. seinen Glauben.
Im dritten und letzten Teil dieser Schrift gibt er dem Fürsten in der klassischen Form des Fürstenspiegels Ratschläge für sein Verhalten den Bürgern gegenüber.
Zusammenfassend zeigt sich also, dass Luther seine Rechtfertigungslehre (sola gratia – sola fide – solus Christus) konsequent auf das Verhältnis der Christen zur Obrigkeit anwendet: Der einzelne Christ, gerecht gesprochen durch den Glauben an Gottes Wort, ist aufgerufen, durch freiwillige Unterwerfung unter die Obrigkeit durch Schwert- und Predigtamt zu handeln und damit dem Nächsten zu dienen, das heißt allen Menschen, auch den Ungläubigen, damit der Friede im Reich der Welt gewahrt bleibt. Er gehört damit aber keineswegs zum Reich der Welt, sondern bleibt allein Bürger des Reiches Gottes. Zu bemerken bleibt zum Abschluss, dass Luther aufgrund des situativen Charakters seiner Schriften nicht in der Lage war, seine in den 1520er Jahren entworfene Konzeption durchzuhalten: Es werden in der Folgezeit die Begriffe Reich und Regiment verschieden gedeutet und wechselseitig verwendet. Später ist er gar der Auffassung, dass Christen Bürger des „Reiches Gottes“ und des „Reiches der Welt“ sind, also Bürger zweier Reiche.

## Traditionsgeschichtliche Voraussetzungen
Luthers Lehre von den Zwei Reichen bzw. Regimenten knüpft an das biblische Konzept der zwei Äonen an. Er war als Theologe ein Schüler des Augustinus von Hippo und las bei ihm, dass das Reich Gottes (civitas Dei) und das Reich der Welt (civitas terrena bzw. Diaboli) strikt getrennt seien. Die im Mittelalter ausgebildete Zwei-Schwerter-Theorie gehört ebenfalls zu den traditionsgeschichtlichen Voraussetzungen Luthers, wobei er sich hiervon kritisch distanzierte.

### Biblische Vorstellungen
Die alttestamentliche und frühjüdische apokalyptische Vorstellung der zwei Äonen besagt, dass der alte jetzige Äon, wenn die Königsherrschaft Gottes beginnt, durch einen neuen abgelöst werden wird. Im Neuen Testament wird diese Vorstellung dahingehend umgeprägt, dass der alte Äon nicht mehr abgelöst wird, sondern mit dem Kommen des Messias Jesus Christus das Neue in das Alte „keilförmig“ hereinbricht. Unsere Zeit wird so seit dem Kommen Christi als „Schon-jetzt-und-Noch-nicht“ gekennzeichnet. Dies zeigt sich auch in der Vorstellung der Zwei-Reiche- und Regimente-Lehre (ZRRL) bei Luther: Das Reich Gottes kann so als „Schon-jetzt“ und das Reich der Welt als „Noch-nicht“ gekennzeichnet werden. Diese wichtige eschatologisch-dynamische Bestimmung ist ganz wesentlich für das Verständnis der ZRRL bei Luther. Ohne diese Perspektive wird sie zu einer starren, das Bestehende rechtfertigenden Konstanten.

### Augustins Gottesstaat
Diese biblische Lehre nahm Augustinus von Hippo auf und verschärfte sie in Richtung eines Dualismus: civitas terrena bzw. diaboli (unter der Herrschaft des Teufels) und civitas caelestis (unter der Herrschaft Gottes) stehen sich gegenüber. Beiden steht ein eschatologischer Kampf bevor, in dem die civitas terrena untergehen und die civitas Dei erlöst werden wird. Beide „Staaten“ sind Personenverbände. Der weltliche Staat, die res publica, ist nicht einfach das Reich des Teufels, also civitas diaboli, sondern ein Zweckverband, der Frieden und Gerechtigkeit schaffen soll. Er wird bei Augustinus nicht durchwegs negativ beurteilt. Ihm kommt die Aufgabe zu, den materiellen Aspekt des Lebens zu schützen, worin dieser aber in Ermangelung der Erlösungshoffnung letztendlich scheitern wird. Die gläubigen Christen leben in Erwartung des Anbrechens des Gottesstaates, der durch den Glauben zwar in ihnen, aber nicht im Rahmen der Welt verwirklicht ist. Bei Luther wird der dualistische Gegensatz zwischen Gott (Reich Gottes) und Teufel (Reich der Welt) ganz abgelehnt, weil das Reich der Welt ja unter Gottes Handeln verstanden werden muss. Einen echten Dualismus zwischen Gut und Böse gab es historisch nur im Manichäismus.

### Mittelalterliche Zwei-Schwerter-Theorie
Abschließend zeigt sich, dass die dualistische Lehre Augustins erhebliche Auswirkungen auf die Zwei-Schwerter-Theorie ausgeübt hat: der Kirche ist sowohl das weltliche Schwert durch den Kaiser als auch das geistliche durch den Papst zugeeignet. Die weltliche Macht wird so eigentlich der geistlichen untergeordnet. Genau dieses Machtgeflecht zu zerbrechen und so der Politik und der Kirche einen gewissen autonomen Bereich – allerdings nicht im Sinne einer Eigengesetzlichkeit – zuzubilligen, war eines der Ziele Martin Luthers.

## Wirkungsgeschichte

### Lutherische Bekenntnisschriften
Die Zwei-Reiche- und Regimente-Lehre (ZRRL) Luthers hat keinen direkten Eingang in die lutherischen Dogmatiken und Bekenntnisschriften gefunden: Allerdings bildet sie den Hintergrund für den Artikel 16 „Von der Polizei (Staatsordnung) und dem weltlichen Regiment“ der Confessio Augustana (CA). Dort wird konstatiert, dass die weltlichen Ordnungen von Gott geschaffen sind und sich Christen an allen weltlichen Ämtern beteiligen dürfen. Demnach wird die Enthaltung der Schwärmer von diesen verurteilt. Diese Ordnungen bestehen für die „Zwischenzeit“, solange bis das Reich Gottes im Eschaton vollendet sein wird. Solange ist der Obrigkeit gegenüber Gehorsam zu leisten, es sei denn, die Obrigkeit verführt zur Sünde. In diesem Fall ist nach Apg 5,29  zu verfahren.
In Artikel 28 der CA „Von der Gewalt (Vollmacht) der Bischöfe“ wird vor einer Vermengung der beiden Regimente Gottes gewarnt. „Darumb soll man die zwei Regiment, das geistlich und weltlich, nicht in einander mengen und werfen“. Als Beispiel fungiert die zu verurteilende Tradition der Zwei-Schwerter-Theorie. Das geistliche Regiment, also die Schlüsselgewalt, wird nur durch Wort und Sakrament ausgeübt. Befiehlt ein Bischof seiner Gemeinde etwas, was gegen das Evangelium steht, so muss Widerstand im Namen des Evangeliums gegen die Kirche geleistet werden. Allerdings wird die ZRRL in der CA nicht explizit als eigener dogmatischer Glaubensartikel aufgeführt.
In der Apologie der Confessio Augustana kommt zum Ausdruck, dass der Artikel 16 in der Confutatio keinen Anstoß genommen hat, sondern scheinbar mit dem kanonischen und zivilen Recht im Einklang stand, so dass Philipp Melanchthon nur kurz darauf einzugehen brauchte. Aber es zeigt sich schon sehr früh, dass den späteren Missverständnissen in der Deutung der ZRRL Luthers im 19. Jahrhundert schon hier im 16. Jahrhundert Vorschub geleistet wurde, wenn Melanchthon zum Beispiel das Reich Christi (Luther: Reich Gottes) ein regnum spirituale nennt.
Sowohl im Kleinen Katechismus als auch im Großen Katechismus (1529) findet sich die ZRRL in Luthers Auslegung des 4. Gebots (die Eltern repräsentieren implizit die Obrigkeit, vgl. GrKat) – im Gegenüber zum 1. Gebot, wonach wir Gott über alle Instanzen (also auch den Staat) „fürchten, lieben und vertrauen“ sollen. Der Staat ist somit weder Gegenüber unbedingter Liebe noch unbedingten Vertrauens, sondern – wie schon die Eltern – schlicht respektgebührende Autorität (weil von Gott gesetzt, vgl. Röm 13,1–7 ).

### Weitere Reformatoren

#### Melanchthon
Philipp Melanchthon, der Verfasser der wichtigsten lutherischen Bekenntnisschrift, der Confessio Augustana hat eine dezidiert andere Sicht als Luther sowohl zu ordnungspolitischen Fragen und zum Staatskirchenrecht im Allgemeinen als auch zum Kirchenrecht im Besonderen. Insgesamt kann man festhalten, dass er rechtlichen Fragen weitaus offener als Luther und somit auch der weltlichen Gewalt und ihrer Rolle als von Gott gesetzte Obrigkeit deutlich positiver gegenübersteht. Spricht er in CA 28 noch davon, dass die weltliche Obrigkeit nicht die Seelen beschützt, sondern die Leiber und die leiblichen (= weltlichen) Dinge gegen die Ungerechtigkeit und die Menschen mit dem Schwert und leiblichen Strafen zur Ordnung ruft, so sagt er 1556 in der Schrift De iudiciis ecclesiae, dass das Amt der Obrigkeit die äußerliche Aufsicht über beide Tafeln des Gesetzes (also die Gebote, die Gott und den Nächsten betreffen) betrifft, so dass sie von Gott unmittelbar dazu eingesetzt ist, den Lauf des Evangeliums zu ermöglichen („cura religionis“) und alle diesbezüglichen Hindernisse aus dem Weg zu räumen – womit er im letzten Schritt auch die Verbrennung Servets verteidigen kann.

#### Zwingli
Dagegen geht Ulrich Zwingli nicht von der ZRRL aus, sondern „Von göttlicher und menschlicher Gerechtigkeit“ (1523): Er ordnet demnach dem lutherschen Reich Gottes (opus proprium) die iustitia Gottes und dem lutherschen Reich der Welt (opus alienum) die misericordia Gottes zu. Die göttliche Gerechtigkeit kommt dem inneren Menschen und die menschliche dem äußeren Menschen zu. Göttliche und menschliche Gerechtigkeit greifen bei ihm ineinander.
Die scholastische Tradition verstand die menschliche der göttlichen noch untergeordnet, während sie Luther nebeneinander stehen sah. So ist Zwingli der Meinung, dass mit der Bergpredigt durchaus Politik gemacht werden könne: Die Kirchenzucht war so der Ausdruck, zum Beispiel im Ehegericht, wie das menschliche Recht durch das göttliche bestimmt werden konnte. Er wollte im Grunde nichts anderes als eine Theokratie, die gerade von Luther und den lutherischen Bekenntnisschriften ganz klar verworfen wurde. Zudem forderte Zwingli aktiven Widerstand gegen die Obrigkeit (Luther: passiver Widerstand), falls sie gegen die göttliche Gerechtigkeit verstoßen sollte. Allerdings ist bei aller politischen Ethik zu bedenken, dass Zwingli die spätmittelalterliche Stadt Zürich vor Augen hat und stärker von einem Stadtstaat her denkt, nicht von einem Fürstentum wie bei Luther.

#### Calvin
Auch Johannes Calvin greift auf die Vorstellung der ZRRL in IV,20 der Institutio Christianae Religionis (1559) zurück. In seinen Folgerungen für das Verhältnis von Obrigkeit und Kirche unterscheidet er sich klar von Luther: Er fordert eine politisch-geistliche Einheit der weltlichen Ordnung. Das führte dazu, dass er es für denkbar hielt, dass „die Obrigkeit an Gottes Stelle waltet“ und sogar Todesurteile vollstreckt. Den Antitrinitarier Michael Servet hat die Stadt Genf auf Drängen Calvins hingerichtet.

#### Bucer
Martin Bucer ging in seinem letzten Werk De regno Christi, das er (1551) im englischen Exil schrieb, in eine ähnliche Richtung, wenn er dort von der „Königsherrschaft Christi“ spricht. Darunter versteht er die Anwendung dezidiert christlicher Gesetze auf alle Bürger eines Landes. Die weltliche Obrigkeit wird dort zur Erfüllungsgehilfin der Kirche, wenn sie zum Beispiel für die gewaltsame Durchsetzung der Sonntagsruhe sorgen soll.

### Philosophie
Interessant ist, dass die ZRRL starke Einflüsse auf die politische Theorie der Philosophie zeitigte: So bezieht sich Hobbes im Leviathan in klarer Abgrenzung und Verwerfung auf sie. Die Kirche soll nach seiner Meinung der Autorität eines von göttlicher Gnade erwählten souveränen Herrscher unterstellt werden, während Locke in seiner liberal-christlichen Sozialtheorie mit der ZRRL übereinstimmt.

### Theologie der Lutherischen Orthodoxie und der Aufklärung
In der Zeit der lutherischen Orthodoxie war die ZRRL fast in Vergessenheit geraten. Die lutherischen Dogmatiken interessierten sich mehr für die Drei-Stände-Lehre und die Schöpfungsordnungen. Zudem scheint sich die protestantische Theologie insgesamt, auch in der Aufklärung, keine Gedanken zum Thema Macht und Politik gemacht zu haben.

### Deutungen im 19. und 20. Jahrhundert und deren Kritik
Im 19. Jahrhundert richteten Autoren wie Christoph Luthardt, Karl Holl, Rudolph Sohm, Wilhelm Herrmann und Friedrich Naumann von neuem ihr Interesse auf die ZRRL, die sie im Sinne einer völligen Trennung analog zur Trennung von Staat und Kirche verstanden. Die lutherische Unterscheidung von Christ- und Welt- oder Amtsperson wurde im dualistischen Sinne von Innerlichkeit und Äußerlichkeit verstanden.
Ernst Troeltsch charakterisierte Luthers politische Ethik als „konservativ-autoritäres Naturrecht …, das aus dem Begriff der Gewalt und ihrer Bestimmung für die menschliche Wohlfahrt die Forderung einer unbedingten Respektierung der Gewalt als Gewalt ableitete,“ worin er eine Nähe zu Macchiavelli und eine Distanz zum liberalen ethischen Individualismus sah. „Die schroffe Härte der Gewaltlehre wird kompensiert durch eine christliche Milderung des Rechtsstandpunktes in den privaten Beziehungen.“ Troeltsch attestiert dem Luthertum darum einen Rückzug in die Innerlichkeit. In der politischen Welt seien Lutheraner „ohne Organ und ohne Sicherung und darum auch ohne Wirkung nach außen“. Das begünstige patriarchale Verhältnisse, in denen die Fürsorge und Verantwortung der Obrigkeit mit dem Gehorsam der Untertanen korrespondiere. Ganz anders der Calvinismus: Zwar erkennt Troeltsch bei Johannes Calvin selbst einen „stark lutherisch geprägten Autoritarismus“, aber unter seinem Schüler und Nachfolger Théodore de Bèze habe sich eine Gesellschaftstheorie entwickelt, deren Kennzeichen gegenseitige Pflichten von Volk und Regierung, Kontrollinstanzen und Wahlen seien.
Uwe Siemon-Netto kritisiert an Troeltschens Deutung, dass diese die Komplexität der ZRRL nicht durchdringe und unzulässig vereinfache. So habe Luther einerseits immer propagiert, seine Meinung öffentlich kundzutun (dies also gewaltlos zu tun); wenn aber ein Staatsoberhaupt offenkundig verrückt sei, etwa Gesetze erlasse, die alle möglichen Schandtaten erlauben (vgl. z. B. Magdeburger Bekenntnis), so müsse man sich ihm widersetzen. Damit hat laut Siemon-Netto eine Kette von Missverständnissen der ZRRL begonnen, die Luther nicht gerecht werde.
Nach 1945 wurde die politische Positionierung der Deutschen Christen im Dritten Reich als eine Art Spätfolge von Luthers Zwei-Reiche-Lehre interpretiert:
- Der NS-Staat ist Gottes gute Ordnung und erhebt totalen Anspruch auf den Menschen (Gogarten).
- Der Staat dient dem Volk und ist von Gott als Gleichnis des Reiches Gottes zu verstehen. Widerstand gegen diesen ist Verletzung der Majestät Gottes, die die legitime Todesstrafe nach sich ziehen kann (Paul Althaus).
- In der Geschichte offenbart sich Gott, auch in Form von politischen Ordnungen: Der NS-Staat ist nach Emanuel Hirsch eine solche Gottes-Offenbarung. Ihm ging es wie den anderen beiden Autoren um ein harmonisches Ineinander von Staat (deutsches Volkstum) und Kirche.

Kurt Nowak wendet ein: Es sei ein falscher Eindruck, dass die Zwei-Reiche-Lehre in der NS-Zeit als Legitimationsformel eines regimetreuen Luthertums gedient habe. „Die regimetreuesten Protestanten, die Deutschen Christen, waren sehr weit entfernt von einer wie auch immer verstandenen Zweireichelehre, selbst dort noch, wo sie terminologische Anleihen machten (Hirsch, z. T. Gogarten).“ Ähnlich urteilt Reiner Anselm: Zwar habe man sich im frühen 20. Jahrhundert im Zeichen der Lutherrenaissance intensiv mit Luthers Schriften befasst. Die politische Ethik des konservativen Luthertums sei aber viel stärker vom Organismusgedanken der Romantik als von Luther beeinflusst, d. h. dem Gedanken einer Harmonie von Volksstaat und Kirche, Staatsgesetz und Gottes Willen, die dann weder die Begrenzung staatlicher Macht noch eine Opposition gegen politische Entscheidungen begründen konnte.
Karl Barth bezog sich 1945 auf eine in der Publizistik gezogene historische Linie von Luther über Friedrich den Großen und Bismarck zu Adolf Hitler. „Luther bereitet danach theologisch den Weg zur machiavellistischen Machtpolitik vor.“ Sein Alternativentwurf „Königsherrschaft Christi“ war, so Martin Honecker, im Kirchenkampf Protestformel, nach 1945 Programmformel: Dem Anspruch des totalen Staats wurde der Anspruch Christi, über alle Lebensbereiche des Menschen zu herrschen, entgegengesetzt. Mit der Rezeption der zweiten These der Barmer Theologischen Erklärung von 1934 sei die „Königsherrschaft Christi“ in den 1950er Jahren zum Grundprinzip politischer Ethik evangelischer Prägung aufgestiegen. Barth ging es um die Abwehr einer Eigengesetzlichkeit der Politik. Christus sei dagegen Herr über alle Lebensbereiche der Welt, wie im Übrigen Luther auch schon mit dem Begriff des weltlichen Regiments konstatiert hat. Allerdings geht Barth von der Vorstellung aus, dass es einen himmlischen, wahren, vollkommenen Staat gebe, von dem Licht auf die irdische Kirche und von dort auf den irdischen, unvollkommenen Staat ausstrahle. Das menschliche Recht solle sich also am göttlichen orientieren. Somit sei Kirche politisch, weil sie versuche, den irdischen Staat im Sinne des himmlischen umzugestalten.

### Deutungen nach 1945
Nach 1945 werden beide politisch-ethischen Programme der ZRRL, also Theologie der Ordnungen und der Königsherrschaft Christi, also die christologische Begründung der politischen Ethik, antithetisch verstanden, wurden sie doch in der zweiten und fünften These der Barmer theologischen Erklärung zusammengedacht, so dass sich sowohl Lutheraner als auch Reformierte einigen konnten. Nur zusammen, das heißt durch die gegenseitige Korrektur beider Theorien, ist es möglich, verantwortlich als Christen im politischen Gemeinwesen zu leben und zu handeln. Wurde als Schwäche der Königsherrschaft Christi die Gefahr der Theokratie ausgemacht, so diagnostizierte man als Schwächen der ZRRL die Trennung von Christ- und Weltperson, aus der sich eine kritiklose Annahme des Bestehenden, ein Rückzug des Christen ins Private und eine allein ihrer Eigensetzlichkeit folgende Politik ergäben. Zusammenfassend lassen sich verschiedene Deutungsmodelle bzw. Akzente in der Interpretation der ZRRL feststellen.

#### Funktionale Deutung
Vertreter einer funktionalen Deutung der ZRRL sind zum Beispiel Paul Althaus und Franz Lau: Durch die starre Unterscheidung in der Tradition des 19. Jahrhunderts zwischen beiden Regimenten unter Ausschluss der eschatologischen Dimension und damit der dichotomischen Trennung von christlicher Innerlichkeit und einem Weltverhalten in Anpassung an die vermeintliche Eigengesetzlichkeit der Politik wird alles als von Gott gegeben hingenommen, Kritik und Widerstand sind nicht mehr möglich. Die Folge ist eine konservativ-quietistische Politik. Christen sind Bürger beider Reiche und unterstehen von Anfang an beiden Regimenten, was aber dem frühen Luther widerspricht. Hier wird der Akzent auf den späten Luther und die Regimentenlehre, also auf die Herrschaftsweisen bzw. die funktional-institutionellen Ordnungen, gelegt.

#### Personale Deutung
Johannes Heckel als prominenter Vertreter der personalen Deutung geht hinter Luther auf Augustinus zurück und unterscheidet mit ihm zwei völlig getrennte personale Herrschaftsbereiche (corpora): das Reich Christi und das vom Teufel beherrschte Reich der Welt. Ein Christ ist demnach nicht (wie in funktionaler Deutung) Bürger zweier Reiche, sondern „Bürger eines Reiches, des Reiches Christi. Nur um der Liebe willen nimmt der Christ teil am weltlichen Regiment, obwohl er nicht dessen Bürger ist.“ Luther wird so in die Nähe Augustins gerückt, das heißt im Sinne einer Depossedierung der Welt.

#### Skandinavische Lutherforschung
In der skandinavischen Lutherforschung (Gustaf Törnvall, Anders Nygren, Gustaf Wingren) werden nun den beiden Regimenten, eigentlich im Anschluss an die funktionale Deutung, die Begriffe Erlösung und Schöpfung zugeordnet. Beide Regimente und Reiche werden von außen durch Sünde, Tod und Teufel bedroht. Damit wird Luther in die Nähe der Hochscholastik gerückt, die die Rechte der Welt gegenüber der Transzendenz gestärkt hatte.

#### Eschatologische Bedrohung
Ulrich Duchrow stellt die eschatologische Bedrohtheit der beiden Reiche noch stärker als die skandinavische Lutherforschung in den Vordergrund, so dass es geradezu eine Drei-Reiche-Lehre wird. neben das Reich Christi und das Reich der Welt tritt das Reich des Teufels. Die Zwei-Reiche-Lehre in Duchrows Deutung aktiviert Christen, Weltverantwortung zu übernehmen. Dadurch, dass der Mensch Mitstreiter Gottes (cooperator dei) ist, kämpft er als „Werkzeug“ Gottes mit ihm gegen den Teufel.

#### Fundamentaltheologische Deutung
Gerhard Ebeling interpretierte die ZRRL fundamentaltheologisch. Er sieht die ZRRL in einem Zusammenhang mit dem Verhältnis von Gesetz und Evangelium. Coram deo zählt allein die Rechtfertigung und somit Gerechtigkeit aus Glauben und coram mundo allein die Gerechtigkeit der Werke (Handeln). Die Funktion der Zwei-Reiche-Lehre ist demnach, dem Christen den Unterschied zwischen der Wirklichkeit Gottes und der Wirklichkeit der Welt, bzw. zwischen seiner eigenen Bestimmung als Geschöpf Gottes und seiner Realität als Sünder präsent zu halten. Sie leitet dazu an, diese Spannung wahrzunehmen und die Möglichkeiten theologischer Ethik zur Weltgestaltung nicht zu überschätzen.
Martin Honecker schließt sich Ebeling an, ist aber stärker an der sozialethischen Ausrichtung der ZRRL interessiert. In der Vernunft sieht er ein Instrument, um dieser Ausrichtung gerecht zu werden und um sowohl die ZRRL als auch die Königsherrschaft Christi als Modelle christlich-politischer Ethik ständig zu kritisieren. Allerdings bleibt für ihn die ZRRL als Hauptoption gegen das Konzept der Königsherrschaft Christi bestehen.

#### Verbindung von ZRRL und Barmen
Für eine Verbindung von ZRRL und Barmen II sprachen sich vor allen Dingen Ulrich Duchrow, Wolfgang Huber, Heinz Eduard Tödt und eine Arbeitsgruppe des Kirchenbundes der DDR aus. So wird dem Gebot Gottes eine korrigierende und legitimierende Kraft gegenüber der natürlichen Vernunft zugesprochen.

## Zusammenfassung
Es muss also zwischen Luther selbst und den verschiedenen Deutungen seiner ZRRL unterschieden werden. Das heißt konkret: Luthers „Unterscheidung zweier Reiche und Regimente [ist] nicht eigentlich eine ‚Lehre‘ oder gar der Entwurf einer für die evangelische Sache grundsätzlich gültigen politischen Ethik gewesen“, sondern ist von den Interpreten dazu gemacht worden und dient weiterhin zur Legitimation politischer Ethik und staatlichen und kirchlichen Tuns und Lassens. Gegen diesen Missbrauch und für eine klare Trennung der Regimente ist mit Bonhoeffer zu formulieren: „Obrigkeit [weltliches Regiment] und Kirche [göttliches Regiment] sind durch denselben Herrn gebunden und aneinander gebunden. Obrigkeit [äußere Gerechtigkeit: Böse bestrafen und Erziehung zum Guten] und Kirche [Wächteramt] sind in ihrem Auftrag voneinander getrennt. Obrigkeit und Kirche haben denselben Wirkungsbereich, die Menschen. Keines dieser Verhältnisse darf isoliert werden …“ Aus dieser klaren Trennung der Aufträge resultiert die religiöse Neutralität des Staates. Gemeint ist mit Neutralität das regulative Verhalten des Staates den Religionen und Weltanschauungen gegenüber. Natürlich ist jede Entscheidung von Personen bzw. Personenverbänden, auch des Staates, nie neutral. Aber Neutralität des Staates räumt jeder Religion und Weltanschauung die gleichen Rechte und Pflichten im Gemeinwesen ein. Es darf keine Bevorzugung geben. Durch die Unterscheidung, nicht die Trennung, beider göttlicher Regimente im Reich der Welt wird gerade dies gewährleistet. Der Staat hat keine Bevollmächtigung, in den Bereich der Religion bzw. des geistlichen Regimentes einzugreifen.

### Fachlexika
- Martin Seils: Zweireichelehre. In: Historisches Wörterbuch der Philosophie, Bd. 12. Schwabe Verlag, Basel 2004, Sp. 1532–1540
- Reiner Anselm, Wilfried Härle, Matthias Kroeger: Zweireichelehre. In: Theologische Realenzyklopädie (TRE). Band 36, de Gruyter, Berlin / New York 2004, ISBN 3-11-017842-7, S. 776–793.
- Eilert Herms: Zwei-Reiche-Lehre/Zwei-Regimenten-Lehre. In: Religion in Geschichte und Gegenwart (RGG). 4. Auflage. Band 8, Mohr-Siebeck, Tübingen 2005, Sp. 1936–1941.
- Franz Lau: Zwei-Reiche-Lehre. In: Religion in Geschichte und Gegenwart (RGG). 3. Auflage. Band 6, Mohr-Siebeck, Tübingen 1962, Sp. 1945–1949.
- Paul Althaus: Art. A. Luthers Lehre von den beiden Reichen und B. Zur gegenwärtigen Kritik an Luthers Lehre. In: Evangelisches Kirchenlexikon Bd. 3, Göttingen 1959, S. 1928–1936.
- Johannes Heckel: Art. C. Die Entfaltung der Zwei-Reiche-Lehre als Reichs- und Regimentenlehre. In: EKL Bd. 3, Göttingen 1959, S. 1937–1945.

### Monographien und Zeitschriftenartikel
- Reiner Anselm: Von der theologischen Legitimation des Staates zur kritischen Solidarität mit der Sphäre des Politischen: Die Zwei-Reiche-Lehre als Argumentationsmodell in der politischen Ethik des 20. Jahrhunderts und ihre Bedeutung für die theologisch-ethische Theoriebildung in der Gegenwart. In: Tim Unger (Hrsg.): Was tun? Lutherische Ethik heute. Lutherisches Verlagshaus, Hannover 2006, S. 82–102.
- Karl Barth: Christengemeinde und Bürgergemeinde. München 1946.
- Dietrich Bonhoeffer: Theologische Gutachten: Staat und Kirche. In: DBW 16, S. 506–535.
- Harald Diem: Luthers Lehre von den Zwei Reichen (1938). In: Gerhard Sauter (Hrsg.): Zur Zwei-Reiche-Lehre Luthers. Theologische Bücherei 49, München 1973.
- Ulrich Duchrow: Christenheit und Weltverantwortung. Traditionsgeschichte und systematische Struktur der Zweireichelehre. Stuttgart 1970.
- Gerhard Ebeling: Die Notwendigkeit der Lehre von den zwei Reichen. In: Wort und Glaube, Bd. 1. Tübingen 1962, S. 407–428.
- Gerhard Ebeling: Leitsätze zur Zweireichelehre. In: Zeitschrift für Theologie und Kirche 69/3 (1972), S. 331–349.
- Hans-Joachim Gänssler: Evangelium und weltliches Schwert. Hintergrund, Entstehungsgeschichte und Anlass von Luthers Scheidung zweier Reiche oder Regimente. Wiesbaden 1983.
- Wilfried Härle: Luthers Zwei-Regimenten-Lehre als Lehre vom Handeln Gottes. In: Marburger Jahrbuch Theologie I (Marburger theologische Studien, Bd. 22). Marburg 1987, S. 12–32.
- Guido Kisch: Melanchthons Rechts- und Soziallehre. Berlin 1967.
- Wolfgang Lienemann: Zwei-Reiche-Lehre. In: Evangelisches Kirchenlexikon Bd. 4, 3. Auflage. Göttingen 1996, S. 1408–1419.
- Volker Mantey: Zwei Schwerter, zwei Reiche. Martin Luthers Zwei-Reiche-Lehre vor ihrem spätmittelalterlichen Hintergrund. Tübingen 2005.
- Gerhard Müller: Luthers Zwei Reiche Lehre in der deutschen Reformation. In: Ders.: Causa Reformationis. Beiträge zur Reformationsgeschichte und zur Theologie Martin Luthers. Gütersloh 1989, S. 417–437.
- Kurt Nowak: Zweireichelehre: Anmerkungen zum Entstehungsprozeß einer umstrittenen Begriffsprägung und kontroversen Lehre. In: Zeitschrift für Theologie und Kirche 78/1 (1981), S. 105–127.
- Joachim Rogge, Helmut Zeddies (Hrsg.): Kirchengemeinschaft und politische Ethik. Ergebnis eines theologischen Gesprächs zum Verhältnis von Zwei-Reiche-Lehre und der Lehre von der Königsherrschaft Christi. Berlin 1980.
- Heinz-Horst Schrey (Hrsg.): Reich Gottes und Welt. Die Lehre Luthers von den zwei Reichen (= Wege der Forschung 107). Wissenschaftliche Buchgesellschaft, Darmstadt 1969.
- Martin Seils: Zweireichelehre heute. Erträge einer neuen Diskussion. In: Charisma und Institution. Hg. v. Trutz Rendtorff. Verlagshaus Gerd Mohn; Gütersloh 1985, S. 199–210
- Martin Seils: Zweireichelehre in der Wende. Erfahrungen und Gedanken aus der ehemaligen DDR. In: Neue Zeitschrift für Theologie und Religionsphilosophie, Bd. 35, Verlag de Gruyter, Berlin 1993, S. 85–106
- Max Weber: Theorien der Stufen und Richtungen religiöser Weltablehnung. In: Gesammelte Aufsätze zur Religionssoziologie, Bd. 1. S. 536–573.